# Pijnacker
Pijnacker est un village néerlandais situé dans la commune de Pijnacker-Nootdorp, en Hollande-Méridionale. Le 1er janvier 2003, le village comptait 18 695 habitants.

## Histoire
Pijnacker a été une commune indépendante jusqu'au 1er janvier 2002. À cette date, elle fusionne avec Nootdorp pour former la nouvelle commune de Pijnacker-Nootdorp.
En 1812, la commune de Pijnacker s'agrandit de manière conséquente, en absorbant les communes de Abtsregt, Ackersdijk en Vrouwenregt, Biesland, Ruiven, Tempel et une partie de Hof van Delft. Toutes ces communes sont rétablies le 1er avril 1817. En 1846, Pijnacker absorbe définitivement Ruiven.

## Personnalités liées à la communauté
- Demi Vollering (1996-), coureuse cycliste professionnelle néerlandaise.